# Galianthe thalictroides
Galianthe thalictroides är en måreväxtart som först beskrevs av Karl Moritz Schumann, och fick sitt nu gällande namn av Elsa Leonor Cabral. Galianthe thalictroides ingår i släktet Galianthe och familjen måreväxter. Inga underarter finns listade i Catalogue of Life.